# Lingig
Lingig é um município de  segunda classe de renda municipal (d) na província Surigao do Sul, nas Filipinas. De acordo com o censo de 1 de maio  de  2020 possui uma população de 35 142 pessoas e 8 593 domicílios.